# Quando donna vuole (film 1922)
Quando donna vuole (A Fool There Was) è un film muto del 1922 diretto da Emmett J. Flynn. Il soggetto, tratto dal lavoro teatrale di Porter Emerson Browne andato in scena a New York il 24 marzo 1909 ispirato a The Vampire, poesia di Rudyard Kipling, racconta di un rispettabile borghese che si perde a causa della passione per una vamp fredda e calcolatrice. La storia era già stata portata sullo schermo ne La vampira di Frank Powell.

## Trama
Sulla nave che lo porta in Europa, il finanziere John Schuyler incontra la bellissima Gilda Fontaine, una donna che ha causato il suicidio del suo socio. Nonostante ciò, anche Schuyler perde la testa per la seduttrice. Per lei, abbandona la famiglia ma, ben presto, la relazione tra i due entra in crisi. In preda al rimorso, l'uomo si dà all'alcool mentre Gilda si trova un altro amante.
L'amico Tom Morgan tenta di riconciliare John e la moglie. Al riapparire di Gilda, però, Schuyler cede nuovamente alla passione. Rendendosi conto che solo la morte potrà liberarlo da quell'ossessione, l'uomo tenta di strangolare Gilda, ma egli stesso cade e muore.

## Produzione
Il film fu prodotto dalla Fox Film Corporation.

## Distribuzione

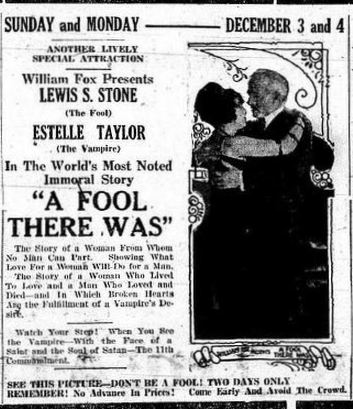
Pubblicità su The St. Louis Argus (1 dicembre 1922)

Il copyright del film, richiesto dalla Fox Film Corp., fu registrato il 10 settembre 1922 con il numero LP18991.

Distribuito dalla Fox Film Corporation, il film venne presentato in prima a Los Angeles il 18 giugno 1922. Uscì poi nelle sale il 10 settembre. 

### Date di uscita
IMDb
- USA	18 giugno 1922 (prima a Los Angeles)
- USA  10 settembre 1922

Alias
- Envoûté (2ième partie de 'L'amour qui tue)	Francia (titolo seconda parte)
- L'Amour qui tue	Francia

Non si conoscono copie ancora esistenti della pellicola che viene considerata presumibilmente perduta.